# Scrittore

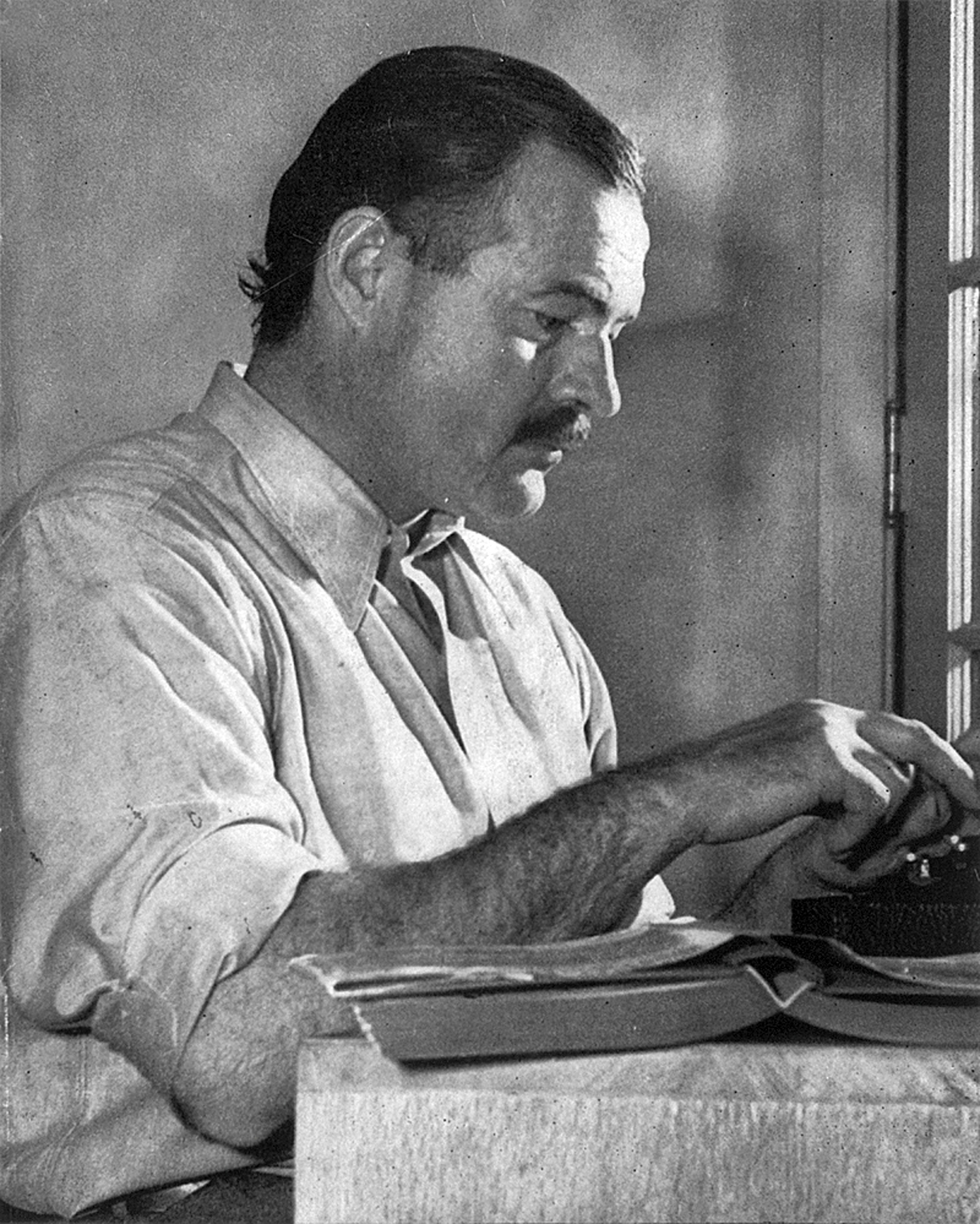
Ernest Hemingway alla macchina da scrivere

Uno scrittore è una persona che si dedica alla scrittura con intenti letterari e artistici. Spesso, questa parola si usa per designare coloro che scrivono per professione, in diverse forme e generi più o meno codificati. Abili scrittori possono usare il linguaggio (narrativo o meno) per esprimere idee e immagini. Uno scrittore può comporre in molte differenti maniere tra cui la poesia, la prosa, la scrittura teatrale. Di conseguenza, uno scrittore può essere classificato come poeta, romanziere, paroliere, commediografo, ecc.
La scrittura, intesa come lavoro e attività, per funzionare deve basarsi su un linguaggio, a sua volta basato su un codice grafico, che può essere ideogrammatico, cioè che rappresenta graficamente le idee, o fonografico, cioè che riproduce i suoni di una lingua, tramite un alfabeto. Dalle iscrizioni preistoriche sulle quali solo si contavano le proprietà, alle successive scritture per cunei, fino ai manoscritti e ai dattiloscritti, con lo sviluppo delle macchine e degli elaboratori di parole su schermo e alle varie scritture artificiali, parallela con la storia della scrittura, si svolge una storia degli "strumenti" usati per scrivere e dei "supporti" che permettono una loro conservazione più o meno lunga.

## Strumenti
La nostra civiltà, con l'Antico e il Nuovo Testamento, e i suoi autori culto fin dall'antichità (almeno Omero, Esopo, Platone, Aristotele, Plutarco, Euripide, Marco Aurelio, Tacito, Cicerone, Lucrezio e Virgilio, per dire i più copiati all'avvento della carta), ha potuto conservare e tramandare la scrittura tramite i papiri (benché i Latini scrivessero più spesso su tavolette di cera, con minore stabilità dal punto di vista della conservazione e maggiore facilità d'uso molteplice quando si volevano cancellare).
Oltre ai papiri, buona parte della scrittura antica si svolgeva per incisione d'altri materiali tanto che si dovrebbe includere tra gli scrittori autori di epigrafi, iscrizioni su monete, e sigilli. Strumento ne era dunque il metallo appuntito, un bulino o uno stiletto qualsiasi. La carta, che si conosceva già dal secolo I in Cina, si cominciò a produrre a Samarcanda (nella zona dell'odierno Uzbekistan) intorno al secolo VIII e da qui attraverso il mondo arabo fino alla Spagna (a circa metà del secolo XII). Molti scrittori, altrimenti e prima di ciò, avevano a disposizione la pelle di animali (o vellum in latino, in particolare di pecora), sulla quale tracciavano i loro segni con inchiostri difficili da costruire e maneggiare. D'altra parte la penna d'oca continuò a essere usata a tale scopo per oltre mille anni, prima dell'arrivo dei pennini metallici, poi delle stilografiche e delle penne a sfera.
Dall'inizio del XX secolo, sono entrate in uso le macchine per scrivere e dal XXI secolo gli elaboratori elettronici (o computer), i quali consentono la continua correzione del testo, la sua impaginazione automatica ed il suo passaggio in stampa senza bisogno di composizione o riscrittura sulle macchine da stampa e la correzione delle relative bozze di stampa. Lo strumento dello scrittore influenza anche la velocità di scrittura oltre a tutta una serie di abitudini e rituali, più o meno scaramantici, che ognuno si è solito costruire per lavorare. Honoré de Balzac, per esempio, vestiva una casacca particolare e accendeva quattro candele, prima di gettarsi a forte velocità a scrivere una delle opere più lunghe mai scritta da una singolo scrittore (i 47 volumi de La commedia umana, che però sono una parte addirittura minore di ciò che scrisse, se si include anche la corrispondenza).

## Modi e maniere
Si dice che William Shakespeare non correggesse mai, e che scrivesse talmente veloce da non usare punteggiatura per non dover interrompere il flusso. Un altro scrittore di velocità (esempio facile se si considera la quantità di pagine scritte) fu Charles Dickens, che con poche cancellature e una grafia stabile e larga portava avanti una mole di lavoro di almeno 550 parole al giorno (arrivando fino a 4 000 parole nei giorni più fecondi). Ma è probabile che il record sia di Stendhal che scrisse assai meno, ma davvero rapidamente.
Lev Tolstoj impiegò 6 anni per scrivere Guerra e pace in almeno 8 stesure, con la moglie Son'ja che ricopiava ogni pagina in bella, essendo tra l'altro una delle poche a saperne decifrare l'urgente pessima grafia. Joseph Conrad continuò a scrivere con la penna a immersione dal pennino metallico anche dopo l'invenzione della stilografica, con in più la tendenza a conservare, dopo l'uso, penne rotte e pennini spuntati per ragioni affettive. J. R. R. Tolkien scrisse Il Signore degli Anelli in 12 anni, usando il retro dei fogli dove i suoi studenti facevano i compiti, e una penna a immersione. John Cheever scrisse una larga parte della sua opera in mutande, dopo aver raggiunto vestito di tutto punto in ascensore la cantina ed essersi nuovamente spogliato. Pare che avesse paura di interrompere il rituale perché non svanisse l'ispirazione.
John Steinbeck, Thomas Wolfe, Francis Scott Fitzgerald e Vladimir Nabokov preferivano la matita, anche se si facevano fotografare con la macchina da scrivere e qualche volta l'utilizzarono in versioni successive alla prima. Georges Simenon, fino a quando assai tardi cedette alla macchina da scrivere, si preparava al lavoro appuntando 50 matite che allineava sulla scrivania, e se si spezzava la punta ad una cambiava direttamente matita senza perdere tempo. Per molti dei suoi libri aveva poi il rituale di segnare su una busta gialla da corrispondenza l'elenco dei personaggi per ricordarsi il nome man mano che la trama continuava a svolgersi.
Anche Iris Murdoch, Martin Heidegger e Graham Greene preferivano scrivere a mano (e così hanno dichiarato Paul Auster, Nagib Mahfuz e Mario Vargas Llosa). Norman Mailer addirittura si sentì bloccato dalla tastiera e recuperò la vena artistica tornando alla penna. Al contrario, erano affascinati dalla macchina da scrivere scrittori così diversi come Friedrich Nietzsche, Mark Twain, Jack London, Jack Kerouac ecc. Così come alcuni vollero rimanere legati a un certo modello di macchina da scrivere (con il mito, per esempio in Italia, dell'Olivetti Lettera 22), senza passare a modelli superiori (elettriche, elettroniche, con diversi caratteri variabili sostituendo la sfera o la "margherita" delle lettere, con cancellazione o a display, che stampava solo dopo approvazione, riga per riga), allo stesso modo alcuni scrittori non vollero mai usare il personal computer (per esempio Primo Levi).
Tra i "modi", si potrebbero inserire anche le abitudini e i luoghi prescelti, come Marcel Proust che scriveva sempre a letto tra le pareti ricoperte da sughero, o Thomas Carlyle che si fece costruire apposta una stanza isolata acusticamente, laddove Kenzaburō Ōe racconta di scrivere meglio mentre ascolta la musica provenire dalla stanza accanto e scelta dal figlio che soffre d'una menomazione mentale. Scrivevano invece ovunque Saul Bellow, Allen Ginsberg o Jean-Paul Sartre, specialmente ai tavolini di un bar, dove a Palermo fu composto in gran parte anche il Gattopardo di Giuseppe Tomasi di Lampedusa.

## Superstizioni
Uno scrittore come il protagonista del film Qualcosa è cambiato sembra comico (specialmente grazie all'interpretazione di Jack Nicholson) circondato come vive da manie e superstizioni, ma è vero che diversi scrittori avevano le loro. Émile Zola preferiva scrivere con la luce artificiale e oscurava la stanza con le tende anche quando scriveva di giorno, Thomas Hardy levava le scarpe o le pantofole, Truman Capote si rifiutava di cominciare o finire qualunque cosa di venerdì, e Colette prima di mettersi a scrivere cercava almeno una pulce da levare da uno dei suoi gatti. John Keats si lavava simbolicamente le mani, e quando non aveva acqua a disposizione, usava qualunque altro liquido (in genere caffè, di cui Honoré de Balzac era consumatore esagerato). Mark Twain si vestiva di tutto punto, in genere con una camicia bianca, prima di sedere al tavolo di lavoro. Robert Frost amava scrivere su quaderni di scuola e blocchi a spirale, mentre Ernest Hemingway e Bruce Chatwin amavano i quadernetti di Moleskine (collaborando alla riuscita della fabbrica che ne fa ora un mito).
Per superstizione, Don DeLillo non rivela niente di quel che sta scrivendo fino a quando non ha finito con l'ultima parola. George Orwell invece non proseguiva se non ne parlava con la moglie (un tipo di collaborazione che aumenta molto nel caso di Malcolm Lowry laddove la moglie arrivava a correggergli ben più di qualche frase). La stenografa che Fëdor Dostoevskij fu costretto a impiegare (per finire in tempo e consegnare secondo contratto Il giocatore all'editore, dettandolo dal 4 al 29 ottobre 1886), Anna Grigor'evna Snitkina, doveva essere davvero brava se l'anno successivo divenne sua moglie (lui aveva 46 anni e lei 21) e vi rimase per tutti i 14 anni di vita a lui rimasti, aiutandolo molto. Gabriele D'Annunzio, invece, anche se probabilmente è una leggenda da lui stesso alimentata, cominciò a scrivere Le stirpi canore, poesia inclusa in Alcyone, su una giarrettiera d'una prostituta analfabeta.
Se Tolstoj lasciava entrare e uscire i figli dal suo studio mentre lavorava, Jung imponeva silenzio fino alle altre stanze. John Milton dettò i 10.565 versi del Paradiso perduto a cominciare dal 1658, quando ormai era cieco da sei anni. Un altro motivo per dettare furono i crampi alla mano, che nonostante impacchi e rimedi vari continuavano ad assillare gli scrittori "a mano" (per esempio Henry James che impiegò appositamente una dattilografa, Theodora Bosanquet, dal 1907 fino alla morte, nel 1916).
Woody Allen lavora su fogli rigorosamente gialli, mentre Dumas usava fogli di colore diverso secondo il genere che affrontava (poesia su fogli gialli, saggi su fogli rosa e narrativa su fogli azzurri). Carson McCullers scriveva indossando il suo maglione fortunato. Isabel Allende non comincia mai un nuovo lavoro in un giorno che non sia l'otto gennaio.